# Valle de Belagua

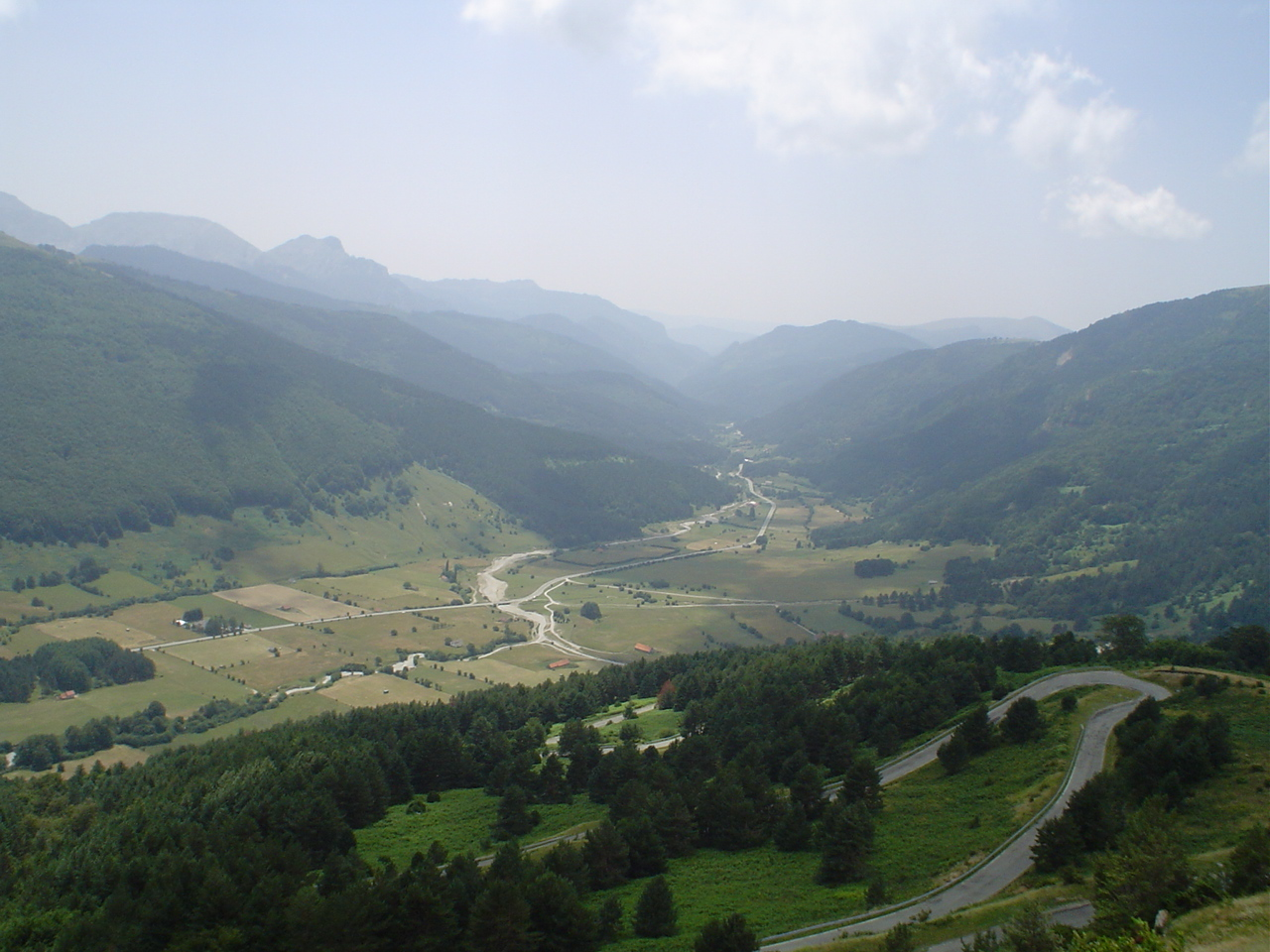
Valle de Belagua.

El Valle de Belagua o Belagoa es un valle Pirenaico situado al norte de Navarra, haciendo frontera con Francia y Huesca. El río Belagua fluye por el centro del valle rodeado de praderas en las que el pasta el diverso ganado de la zona. Estas praderas, a su vez, están rodeadas de grandes montañas que superan los 2000 metros de altura como el Kartxela (1982 m), Arlas (2045 m), Añelarra (2349 m) o el mayor de todos el Pic d'Anie (2507 m). En lo alto del valle se encuentra uno de los parajes kársticos más importantes de Europa, llamado Larra, en el macizo de Larra-Belagua.
Se accede desde el pueblo de Isaba, por la carretera NA-137, que culmina en lo alto del puerto de Belagua o también llamado Piedra de San Martín, en donde cada año se celebra la fiesta del tributo de las tres vacas.
En invierno, el valle acoge a numerosos aficionados al esquí de fondo en la estación de Larra-Belagua (antigua Roncalia), siendo un lugar ideal para practicarlo. Esto ha suscitado las críticas de diferentes grupos ecologistas.
- Datos: Q3572351
- Multimedia: Belagua / Q3572351